# La Romana (Vinalopó Mitjà)
La Romana és un municipi del País Valencià a la comarca del Vinalopó Mitjà. El 2017 tenia 2.377 habitants.

## Geografia
El municipi de La Romana té una extensió de 43,3 km² i un clima mediterrani àrid. El  nucli urbà es troba a 400 metres d'altura i 40 km d'Alacant.
El terme limita amb els municipis de l'Alguenya i El Pinós a l'oest, Monòver al nord, Novelda a l'est, i Asp i el Fondó de les Neus al sud.

## Història
El nom del municipi provindria de l'àrab Al-rumana ('les magranes').
El 1449, al fundar-se la baronia de Novelda, la Romana apareix com a part d'esta. Part del territori era feblement ocupat per moriscs, que serien expulsats el 1609.
El 1749 es va fundar el Marquesat de La Romana, pertanyent a la família dels Maça de Lizana (descendents dels barons de Novelda), el que degué originar el poblament del lloc. A la fi del segle xviii el poble es componia de diversos caserius i masos.
El 1854 es comptava al poble amb 25 cases reunides i unes quantes més disseminades, a part de la hisenda del Marqués i una església.
La Romana es va segregar de Novelda el 1929 i esdevenir un municipi independent.

## Demografia
La Romana té 2.467 habitants (INE, 2007). Un 22,2% de la població censada és de nacionalitat estrangera, principalment britànica (333 censats).
| Població | 2.264 | 1.984 | 2.081 | 2.082 | 1.996 | 1.937 | 1.899 | 2.009 | 2.407 | 2.467 |

## Economia
El principal sector econòmic del municipi és l'extracció i transformació del marbre, igual que altres municipis de la comarca com Novelda, l'Alguenya o el Pinós. Destaca també el sector agrícola (producció i envasat de raïm, amb denominació d'origen Raïm de taula del Vinalopó; plantacions d'ametlers i oliveres). El sector dels serveis creix últimament, ajudat pel turisme residencial.
Hui dia, l'economia es fonamenta en el desenvolupament immobiliari. Els agents immobiliaris de tot Europa han trobat a La Romana una font de riquesa. A pesar de la deterioració mediambiental que en resulta, grans sectors econòmics i financers fan activitats econòmiques a les quals la població no participa pas.

## Política i govern

### Composició de la corporació municipal
El Ple de l'Ajuntament està format per 11 regidors. En les eleccions municipals de 26 de maig de 2019 foren elegits 7 regidors del Partit Socialista del País Valencià (PSPV-PSOE) i 4 del Partit Popular (PP).
| Eleccions municipals de 26 de maig de 2019 - la Romana                                                                      |                                          |                                     |                                     |        |          |          |
| Candidatura | Candidatura                              | Candidatura                         | Cap de llista                       | Vots   | Vots     | Regidors |
| | Partit Socialista del País Valencià-PSOE |                                     | Nelson Romero Pastor                | 676    | 50,41%   | 7 (+3)   |
| | Partit Popular                           |                                     | Manuel Hernández Riquelme           | 479    | 35,72%   | 4 (-1)   |
| | Altres candidatures                      |                                     |                                     | 175    | 13,05%   | 0 ( -2)  |
| | Vots en blanc                            |                                     |                                     | 11     | 0,82%    |          |
| Total vots vàlids i regidors                                                                                                | Total vots vàlids i regidors             | Total vots vàlids i regidors        | Total vots vàlids i regidors        | 1.341  | 100 %    | 11       |
| | Vots nuls                                | Vots nuls                           | Vots nuls                           | 15     | 1,11%    |          |
| Participació (vots vàlids més nuls)                                                                                         | Participació (vots vàlids més nuls)      | Participació (vots vàlids més nuls) | Participació (vots vàlids més nuls) | 1.356  | 79,72%** |          |
| Abstenció | Abstenció                                | Abstenció                           | Abstenció                           | 345*   | 20,28%** |          |
| Total cens electoral | Total cens electoral                     | Total cens electoral                | Total cens electoral                | 1.701* | 100 %**  |          |
| Alcalde: Nelson Romero Pastor (PSPV) (15/06/2019) Per majoria absoluta dels vots dels regidors                              |                                          |                                     |                                     |        |          |          |
| Fonts: JEC, JEZ Elda, M. Interior, Periòdic Ara. (* No són vots sinó electors. ** Percentatge respecte del cens electoral.) |                                          |                                     |                                     |        |          |          |

### Alcaldes
Des de 2015 l'alcalde de la Romana és Nelson Romero Pastor del Partit Socialista del País Valencià (PSPV-PSOE).
| Període                       | Alcalde o alcaldessa                         | Partit polític | Data de possessió     | Observacions        |
| ----------------------------- | -------------------------------------------- | -------------- | --------------------- | ------------------- |
| 1979–1983                     | Gonzalo Jover Martínez                       | UCD            | 19/04/1979            | --                  |
| 1983–1987                     | Gonzalo Jover Martínez                       | AIR            | 28/05/1983            | --                  |
| 1987–1991                     | Gonzalo Jover Martínez                       | CDS            | 30/06/1987            | --                  |
| 1991–1995                     | Gonzalo Jover Martínez                       | PP             | 15/06/1991            | --                  |
| 1995–1999                     | Gonzalo Jover Martínez                       | PP             | 17/06/1995            | --                  |
| 1999–2003                     | Gonzalo Jover Martínez                       | PP             | 03/07/1999            | --                  |
| 2003–2007                     | Enrique Rizo Pérez Manuel Hernández Riquelme | PSPV-PSOE PP   | 14/06/2003 16/04/2005 | Moció de censura -- |
| 2007–2011                     | Manuel Hernández Riquelme                    | PP             | 16/06/2007            | --                  |
| 2011–2015                     | Manuel Hernández Riquelme                    | PP             | 11/06/2011            | --                  |
| 2015–2019                     | Nelson Romero Pastor                         | PSPV-PSOE      | 13/06/2015            | --                  |
| 2019-2023                     | Nelson Romero Pastor                         | PSPV-PSOE      | 15/06/2019            | --                  |
| Des de 2023                   | n/d                                          | n/d            | 17/06/2023            | --                  |
| Fonts: Generalitat Valenciana |                                              |                |                       |                     |